# Kieran Sowden
Kieran Sowden (17 de agosto de 1990) es un jugador profesional de voleibol inglés, juego de posición colocador. Desde la temporada 2017/2018, el juega en equipo Team Northumbria.

## Palmarés

### Clubes
Copa de Inglaterra:
- 2014, 2016, 2017,[1] 2018

Campeonato de Inglaterra:
- 2016, 2017,[2] 2018
- 2014